# Neohipparchus maculata
Neohipparchus maculata là một loài bướm đêm trong họ Geometridae.